# Phase2
Phase2 ist das am 9. April 2021 veröffentlichte zweite Studioalbum der US-amerikanischen Hard-Rock-Band The End Machine.

## Hintergrund
Die Band hatte 2019 ihr Debütalbum veröffentlicht, das von den Fachpublikationen in Deutschland (u. a. Rocks – Das Magazin für Classic Rock, Rock Hard) überwiegend positiv besprochen worden war.
Bereits im Vorfeld der Veröffentlichung hatte die Band anklingen lassen, dass sich das neue Album klanglich mehr an den Mitte der 1980er Jahre entstandenen Werken von Dokken orientieren werde. Dieser Band hatten drei der vier Gründungsmitglieder von The End Machine angehört, nämlich Gitarrist George Lynch, Bassist Jeff Pilson sowie Schlagzeuger Mick Brown. George Lynch äußerte sich in einem Interview zu diesem Schritt:

„Bei der ersten Platte haben wir versucht, unseren Horizont eine bisschen zu erweitern. Dabei gab es auch schräge Abzweigungen, wir haben einige abgefahrene Siebziger-Vibdes einfließen und manche Nummern lange ausklingen lassen. Ich bin mit dem Ergebnis nach wie vor sehr zufrieden, aber diesmal wollten wir mit den Songs einfach etwas schneller auf den Punkt kommen.“

Für das Songwriting setzte die Band deshalb bewusst auf Melodie und Eingängigkeit; die Entscheidung dazu wurde vorab gemeinsam getroffen.
Die Aufnahmen für das von Pilson produzierte Album fanden zum einen in dessen eigenem Tonstudio in Santa Clarita statt, wo Bass, Gesang, Schlagzeug und Keyboards aufgenommen wurden. Mick Brown hatte sich mittlerweile in den Ruhestand begeben, statt seiner spielte sein Bruder Steve das Schlagzeug auf dem Album. George Lynch nahm die Gitarren in seinem Studio Lynchtopia auf. Die Zusammenarbeit wurde mithilfe von Skype und Zoom realisiert.
Die Abmischung und das Mastering übernahm Allessandro Del Vecchio.
Als Single wurde am 1. März 2021 der Titel Blood and Money ausgekoppelt und ein dazugehöriges Musikvideo veröffentlicht. Am 26. März folgten Single und Video zu Crack the Sky.
Phase2 erschien am 9. April 2021 als CD und LP, außerdem wurde es über Online-Musikdienste angeboten. In Europa wurden limitierte Auflagen der Schallplatte auf rotem, weißem und durchsichtigen Vinyl angeboten.

## Titelliste
| Nr.          | Titel              | Autor(en)                               | Länge |
| ------------ | ------------------ | --------------------------------------- | ----- |
| 1.           | The Rising         | George Lynch, Jeff Pilson               | 1:10  |
| 2.           | Blood and Money    | George Lynch, Jeff Pilson, Robert Mason | 4:51  |
| 3.           | We Walk Alone      | George Lynch, Jeff Pilson, Robert Mason | 4:20  |
| 4.           | Dark Divide        | George Lynch, Jeff Pilson, Robert Mason | 5:08  |
| 5.           | Crack the Sky      | George Lynch, Jeff Pilson, Robert Mason | 4:39  |
| 6.           | Prison or Paradise | George Lynch, Jeff Pilson, Robert Mason | 5:04  |
| 7.           | Plastic Heroes     | George Lynch, Jeff Pilson, Robert Mason | 5:22  |
| 8.           | Scars              | George Lynch, Jeff Pilson, Robert Mason | 5:15  |
| 9.           | Shine Your Light   | George Lynch, Jeff Pilson, Robert Mason | 5:08  |
| 10.          | Devils Playground  | George Lynch, Jeff Pilson, Robert Mason | 4:15  |
| 11.          | Born of Fire       | George Lynch, Jeff Pilson, Robert Mason | 4:34  |
| 12.          | Destiny            | George Lynch, Jeff Pilson, Robert Mason | 5:21  |
| Gesamtlänge: | Gesamtlänge:       | Gesamtlänge:                            | 55:09 |

## Rezeption

### Rezensionen
Daniel Böhm vergab in Rocks 8½ von 10 möglichen Punkten und resümierte, Phase2 sei „anschmiegsamer“ als das Debütalbum und „ein wahres Eldorado für die Bewunderer der Stil- und Soundschule von George Lynch.“ Dieser beweise „mit seinem charakteristischen Spiel, weshalb er zur Garde der aufregendsten und geschmackvollsten Gitarrenhelden des harten Rock“ zu zählen sei. Manche Gesangsmelodie (Scars) durchströme ein „latentes Dokken- und Back-for-the-Attack-Vibe,“ es seien aber „die ersten zwei Lynch-Mob-Scheiben, die dieser Platte das Setting“ bereiteten. Darüber hinaus falle es nicht ins Gewicht, dass Mick Brown von seinem jüngeren Bruder ersetzt worden sei.

### Charts und Chartplatzierungen
| ChartsChartplatzierungen | Höchstplatzierung | Wochen |
| ------------------------ | ----------------- | ------ |
| Schweiz (IFPI)           | 50 (1 Wo.)        | 1      |